# Nimatullah Kassab Al-Hardini
 (octobre 2019).
Si vous disposez d'ouvrages ou d'articles de référence ou si vous connaissez des sites web de qualité traitant du thème abordé ici, merci de compléter l'article en donnant les références utiles à sa vérifiabilité et en les liant à la section « Notes et références ».
Nimatullah Kassab Al-Hardini (1808 - 14 décembre 1858) est un moine libanais maronite, saint de l'Église maronite et de l'Église catholique canonisé par le pape Jean-Paul II le 16 mai 2004, et fêté le 14 décembre.

## Biographie
Né à Hardine, au Nord du Liban, dans une famille maronite, composée de six enfants, dont le père Girgis Kassab de Hardine et sa mère Mariam Raad de Tannourine éduquèrent leurs enfants dans la religion chrétienne. Il est baptisé Youssef l'année de sa naissance. À Hardine, le jeune Youssef passa ses premières années d'enfance entre les monastères et les ermitages de son village, à savoir Saint Doumit et Saint Georges.

### Influence monastique
Fils de l'Église maronite, Youssef ressent dès son enfance une attirance pour la tradition monastique de son Église, au cœur de la tradition syriaque du Patriarcat d'Antioche. Trois autres enfants de sa famille adoptèrent la vie monastique ou sacerdotale comme moyen de vivre leur baptême : 
- Tanios devint curé de paroisse ;
- Élisée entra dans l'Ordre libanais maronite où il devint ermite pour 44 années ;
- Msihieh adopta la vie monastique dans le monastère cloîtré de Saint Jean Baptiste de Hrache.

Youssef entra en 1828 dans l'Ordre libanais maronite, à l'âge de vingt ans. Il reçoit alors le nom de Nimatullah (Grâce de Dieu). 
Pendant son enfance, il avait fait connaissance des moines libanais maronites au monastère Saint Antoine de Houb (appartenant au même Ordre) pour ses premières années d'études. 
Après ses études au monastère, il retourna chez son grand-père maternel Youssef Raad, curé du village de Tannourine, où il participait à l'Office divin au monastère avec les moines et à la paroisse avec son grand-père et d'autres paroissiens.
Il était aussi admiré par les musulmans.

### Vie religieuse
Dans l'Ordre Libanais Maronite, il est envoyé au monastère Saint Antoine de Qozhaya, à côté de la «Qadisha» ou Vallée Sainte, pour passer deux ans de noviciat, afin de s'initier à la prière communautaire et au travail manuel. Selon les Constitutions de l'Ordre, le novice doit apprendre les moyens d'acquérir la perfection selon l'Évangile du Christ. 
Après sa profession monastique le 14 novembre 1830, il est envoyé au monastère Saint Cyprien et Sainte Justine à Kfifane pour étudier la philosophie et la théologie. C'est encore pour son habileté dans la reliure des manuscrits et des livres qu'il est remarqué, un métier qu'il avait appris durant son noviciat à Qozhaya. Durant ses études, à cause de l'ascétisme monastique et des études intensives mêlés aux travaux des champs, il tomba malade. Pour éviter la fatigue du travail des champs, son supérieur lui désigna le soin des habits de la communauté et il devint ainsi le tailleur de la communauté.
Au terme de ses études philosophiques et théologiques, il est ordonné prêtre en 1835 et devient directeur du scolasticat et professeur de théologie morale jusqu'à ses dernières années. 

#### Activités extérieures
Il fonda à Kfifane et plus tard à Bhersaf l'école appelée autrefois « École sous le chêne » pour instruire gratuitement les jeunes de l'entourage du monastère.
Al‑Hardini va souffrir avec son peuple durant les deux guerres civiles de 1840 et 1845 qui vont préparer les événements sanglants de 1860 où beaucoup de monastères vont être brûlés, des églises détruites et des chrétiens maronites massacrés. La situation civile du Liban sous le régime turc a été aussi difficile que celle de l'Église maronite.

#### Assistant général
Nimatullah est nommé par le Saint-Siège, en 1845, Assistant Général de l'Ordre pour un mandat de trois ans.
Homme de culture, il insiste auprès du Père Abbé Général pour que des moines soient envoyés pour approfondir leurs études au nouveau collège des Jésuites fondé à Ghazir. Sept moines furent ainsi envoyés pour ensuite assurer la continuité d'un enseignement approfondi au Scolasticat de l'Ordre. 
Il passe deux années (1848 - 1849) de vie communautaire au monastère Saint-Maroun d'Annaya et à Saint-Antoine de Houb. En 1850, il est reconduit dans son mandat d'Assistant Général.
En 1853, il retourna à Kfifane pour enseigner la théologie morale. 
En 1856, pour la troisième fois, il est nommé Assistant Général. Il avait refusé à tout prix d'être nommé Père Abbé de l'Ordre: «Plutôt la mort que d'être Père Général de l'Ordre». Son humilité se manifeste dans sa conviction d'être incapable de ce perpétuel contact avec Dieu qu'il retenait nécessaire pour ce service des moines de son Ordre.
Il réside alors avec les autres assistants autour du père général au monastère Notre-Dame de Tamiche, la maison généralice de l'Ordre, sans cesser de se rendre au monastère de Kfifane soit pour l'enseignement soit pour le travail de reliure des livres, spécialement les manuscrits liturgiques. 
Comme professeur, il eut parmi ses élèves saint Charbel Makhlouf qui fut au scolasticat de 1853 jusqu'à 1859 et qui assista à la mort de son maître.
Au mois de décembre 1858, il attrape une pneumonie causée par le froid glacial de l'hiver dans cette région. Après 10 jours d'agonie, il meurt le 14 décembre.

## Citations
On lui attribue ces paroles : « Le premier souci d'un moine doit être, jour et nuit, de ne pas blesser ou affliger ses confrères ».

## Procès de canonisation
Sa cause de béatification est présentée à Rome en 1926, avec celle de saint Charbel Makhlouf (béatifié en 1965 et canonisé en 1977) et celle de sainte Rafqa, moniale libanaise maronite (béatifiée en 1985 et canonisée en 2001). Nimatullah est proclamé « Vénérable » en 1989, « Bienheureux » en 1998 et canonisé par le pape Jean-Paul II le 16 mai 2004 qui dit de lui : « Il s'est attaché à chercher et à suivre le Christ, son Maître et Seigneur. »